# Išua
Das Land von Išua (Enzi, klassisch Anzitene) liegt in der Ebene von Elazığ (Altınova) und entspricht wohl dem hethitischen Išuwa. Die Hauptstadt war Enzite.
Enzite wird in den Annalen des assyrischen Königs Salmanasser III. im Rahmen eines Feldzugs gegen Urartu in seinem dritten Regierungsjahr (856) erwähnt (Kurkh-Stele). Direkt nach der Nennung von Enzite beschreibt der König die Überquerung des Flusses Arsania (Murat), um nach Suḫme mit der Festung Uaštal (Burg von Palu?) zu gelangen. In dem Gebiet lag unter anderem Ergani Maden, in den Annalen als Pass (nērebu) von Enzite bezeichnet.